# Roberto Orci
Roberto Gaston Orcí, meglio noto come Roberto Orci (Città del Messico, 20 luglio 1973 – Los Angeles, 25 febbraio 2025), è stato uno sceneggiatore, produttore cinematografico e produttore televisivo messicano con cittadinanza statunitense.

## Biografia
Figlio di padre messicano e madre cubana, e fratello maggiore dello sceneggiatore televisivo J.R. Orci, crebbe in Canada, in Texas e infine a Los Angeles, dove conobbe Alex Kurtzman, destinato a diventare suo amico e collaboratore.  Assieme a lui fu autore di alcuni grandi successi cinematografici: The Island, The Legend of Zorro, Mission: Impossible III, Transformers e Star Trek.
In campo televisivo lavorò per le serie Hercules, Xena - Principessa guerriera ed Alias, inoltre fu uno degli ideatori della serie Fringe.
Nel 2007 l'Hollywood Reporter lo inserì nella lista della 50 personalità latine più influenti a Hollywood.
Orci è morto il 25 febbraio 2025 per una malattia renale. 

## Filmografia

### Sceneggiatore
- The Island (2005)
- The Legend of Zorro (The Legend of Zorro, 2005)
- Mission: Impossible III (2006)
- Transformers (2007)
- Star Trek (2009)
- Transformers - La vendetta del caduto (Transformers: Revenge of the Fallen, 2009)
- Cowboys & Aliens (2011)
- Una famiglia all'improvviso (People Like Us) (2012)
- Into Darkness - Star Trek (Star Trek into Darkness), regia di J. J. Abrams (2013)
- Sleepy Hollow - serie TV (2013-2017)
- The Amazing Spider-Man 2 - Il potere di Electro (The Amazing Spider-Man 2), regia di Marc Webb (2014)

### Produttore
- Denial (2006)
- Eagle Eye (2008)
- Fringe – serie TV (2008-2013)
- Star Trek (2009)
- Ricatto d'amore (The Proposal) (2009)
- Hawaii Five-0 – serie TV (2010-2020)
- Transformers: Prime - serie TV (2010-2013)
- Una famiglia all'improvviso (People Like Us) (2012)
- Into Darkness - Star Trek (Star Trek into Darkness), regia di J. J. Abrams (2013)
- Now You See Me - I maghi del crimine (Now You See Me), regia di Louis Leterrier (2013)
- Ender's Game, regia di Gavin Hood (2013)
- Sleepy Hollow - serie TV (2013-2017)
- The Amazing Spider-Man 2 - Il potere di Electro (The Amazing Spider-Man 2), regia di Marc Webb (2014)
- Scorpion - serie TV (2014-2018)
- Limitless – serie TV, 18 episodi (2015-2016)
- Now You See Me 2, regia di Jon M. Chu (2016)
- Star Trek Beyond, regia di Justin Lin (2016)
- La mummia (The Mummy), regia di Alex Kurtzman (2017)
- Tom Clancy's Ghost Recon Wildlands: War Within The Cartel, regia di Avi Youabian (2017)

## Vici correlate
- Courtney Ford